# General Electric J87
Pour les articles homonymes, voir J87.
Le General Electric J87 était un turboréacteur à combustible nucléaire conçu pour propulser le potentiel bombardier à long rayon d'action WS-125. Le programme fut démarré en 1955 en collaboration avec Convair, afin de proposer une structure et une propulsion conjointe pour le WS-125. Ceci fut l'un des deux projets de turboréacteurs à énergie nucléaire entrepris par General Electric, l'autre étant le projet X-39.

## Conception et développement
Le J87 était un gros turboréacteur, conçu pour opérer par paire avec une section de production de puissance nucléaire. L'unité complète dans son ensemble reçut le nom de projet X211.
Le X211 était un moteur à réaction multiple relativement large de conception classique, sauf pour les chambres de combustion, qui étaient remplacées par un réacteur nucléaire dans lequel la moitié du flux d'air entrant dans les turboréacteurs était utilisé pour le refroidissement en cycle direct du réacteur nucléaire. Le J87 intégrait également les stators de compresseur à incidence variable et des afterburners fonctionnant au carburant classique. Un seul réacteur nucléaire suffisait à apporter de la chaleur en grandes quantités aux deux moteurs J87,.
Plusieurs dispositions pour le X211 furent étudiés, mais celle retenue fut celle des deux J87 montés par paire, et le développement démarra à l'usine d'Evendale de General Electric, dans l'Ohio. L'air dévié autour du réacteur nucléaire XMA-1A passait au-travers de chambres de combustion de type tubulaire disposées autour du cœur, utilisées pour initier la combustion de carburant-aviation classique pour assurer le refroidissement de l'air du réacteur dès qu'il était démarré. Le cœur du réacteur se situait au milieu de la section de combustion, alimenté en air frais par un large plenum. L'air réchauffé à la sortie était collecté par un autre plenum pour être amené vers les turbines des turboréacteurs. Les tests du X211 restèrent confinés aux sections de turboréacteurs XJ87.
En 1956, l’United States Air Force détermina que le bombardier WS-125 proposé était irréalisable en tant qu'appareil stratégique opérationnel. En fait, le programme X211 fut tout-de-même continué pendant encore trois ans, bien qu'il n'y eût aucun objectif précis. Il fut finalement terminé au milieu de l'année 1959, et en 1961 tous les financements pour la recherche sur la propulsion nucléaire furent stoppés. Il y eut au-moins deux exemplaires produits du J87, sans savoir si d'autres exemplaires ont été produits.
Les projets concurrents à cycle indirect de Pratt & Whitney utilisaient des sections de turboréacteurs J91 pour les projets X287 et X291, qui furent eux aussi annulés avec la fin des programmes de bombardiers à propulsion nucléaire.